# Филлимор, Роберт
Баронет Роберт Джозеф Филлимор (Sir Robert Phillimore; 5 ноября 1810, Уайтхолл — 4 февраля 1885, Шиплейк) — британский юрист, судья, автор научных трудов по правоведению, 1-й баронет Филлимор.

## Биография
Родился в семье специалиста по каноническому праву. Образование получил в Вестминстерской школе и Церкви Христа в Оксфорде, где во время обучения познакомился с Гладстоном и затем с 1832 по 1835 год работал у него клерком. В 1839 году вошёл в состав лондонского общества юристов по гражданскому праву, а в 1841 году получил право заниматься собственной адвокатской практикой в Миддл-Темпл, после чего его карьера быстро пошла вверх.
В 1853—1857 годах был членом Палаты общин от Тавистока и провёл различные реформы в области церковных отношений; в 1857 году попробовал переизбраться в парламент от Ковентри, но потерпел на выборах поражение. Позже занимал разные судебные должности, став в том числе королевским адвокатом в 1858 году и главным адвокатом Адмиралтейства в 1862 году. В том же году был посвящён в рыцари, а в 1881 году стал баронетом. В 1883 году вышел в отставку.

## Основные труды
Основные работы: «Комментарии касательно международного права» (Лондон, 6 томов, 1854—1861; 3-е издание — 1879—1889; авторитетный труд своего времени по международному праву), «Духовное право Церкви Англии» (1873; Supplement 1876; 2-е изд. 1895); «Церковное право Англии» (4-е издание — 1885).